# Бункеровка
Бункеровка – зареждане на съд или кораб с корабно гориво или моторни масла. Бункеровка може да се осъществява не кей, пристан, на рейд, при движение или по време на дрейф в река, в езеро, в море или в океан.
Съда или превозното средство с цистерна, което доставят на друг съд гориво, масло чрез преливане, а не във варели, се нарича бункеровчик. Фактически, бункеровчика е танкер, който извършва бункеровка.
Приемащия кораб се нарича бункеруем съд.

## Технология
Бункеровката може да се осъществява по различни способи:
- На пристан (кей) (т.е. от брега – с автоцистерна или от тръбопровода) или на простан (т.е. от бункеровчик, като кораба е зашвартован към пристана)
- От бункеровчик на съд на рейд (на котва) – когато кораба или бункеровчика (по често кораба) е на котва.
- От бункеровчик на съд в движение или в дрейф – често се използва при риболовните съдове.

Разтоварването на нефт и нефтопродукти (в т.ч. гориво, като товар за превоз) от танкер или в танкер се нарича товаро-разтоварна операция, а не бункеровка.

## Малка бункеровка
Съхраняването и предаването на гориво на малки съдове (зареждане на яхти, катери, джетове, моторни лодки и неголеми моторни кораби с бензин или дизелово гориво) може да става чрез плаваща зареждаща станция (плаваща бензиностанция).